# Sixtuskerk
De Sixtuskerk is een kerkgebouw in Sexbierum in de Nederlandse provincie Friesland. Het gebouw staat sinds 1971 ingeschreven in het rijksmonumentenregister.

## Beschrijving
De eenbeukige kerk van tufsteen was oorspronkelijk gewijd aan de Heilige Sixtus. De kerk is een rijksmonument. Het schip werd in 1772 bepleisterd. In 1904 werd de toren voorzien van een mantel van rode steen. De klok uit 1513 is gegoten door Geert van Wou.
De orgelkast uit 1767 is gemaakt door Albertus Antoni Hinsz. In 1924 werd het orgel vernieuwd door Bakker & Timmenga. De preekstoel in Louis XV-stijl met het opvallende houtsnijwerk is gemaakt door Johann Georg Hempel.

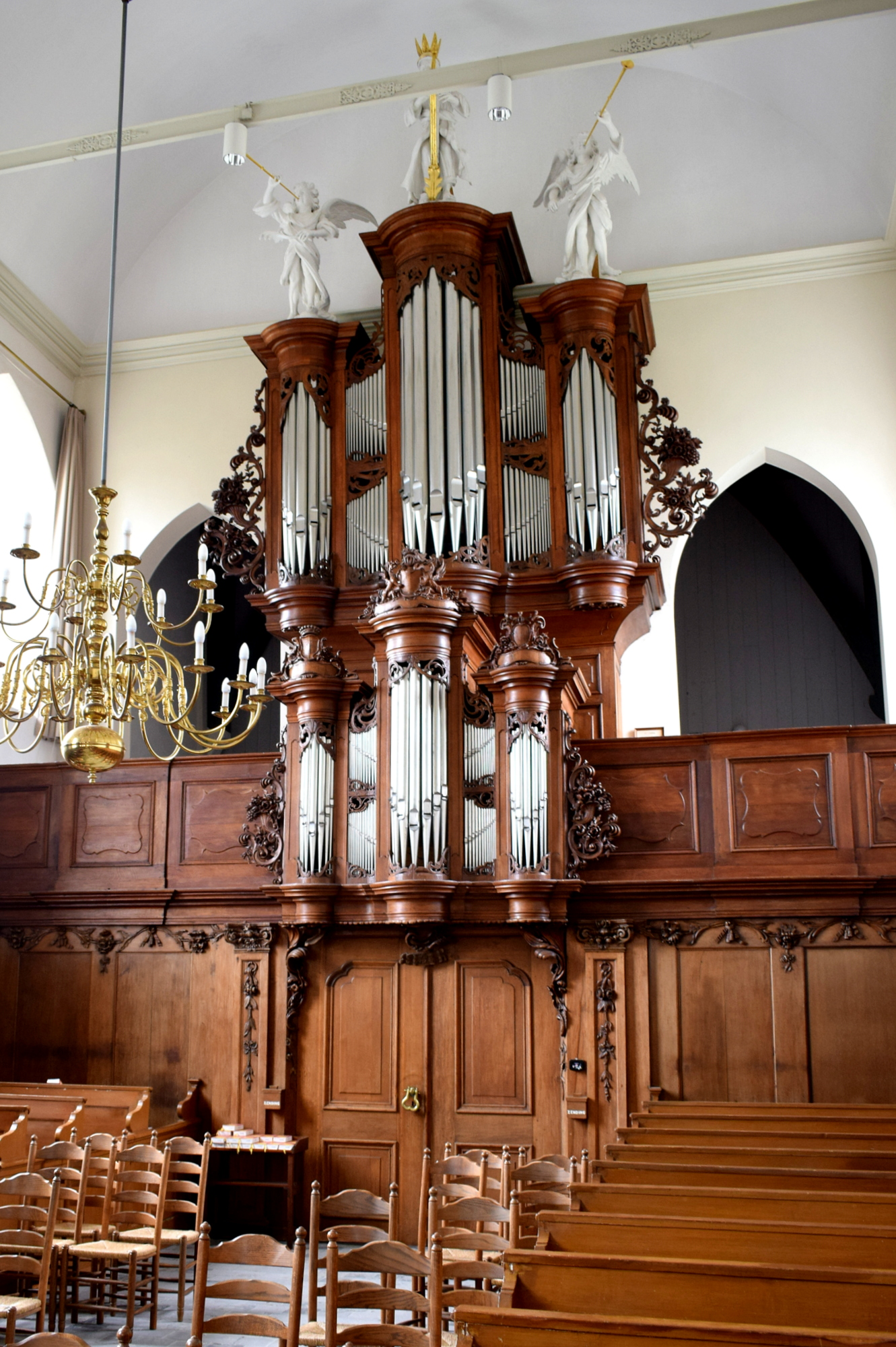
Interieur met orgel
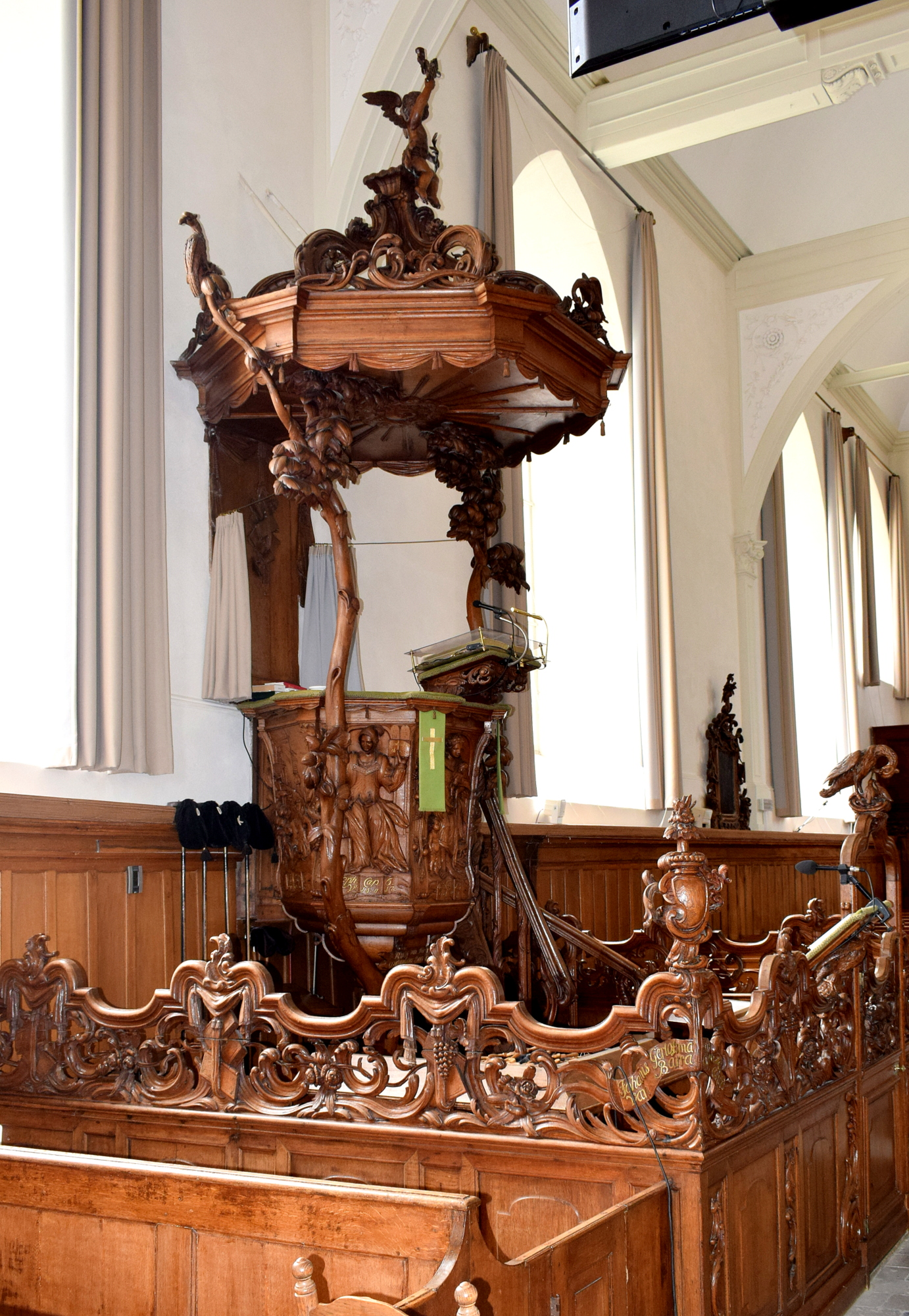
Preekstoel

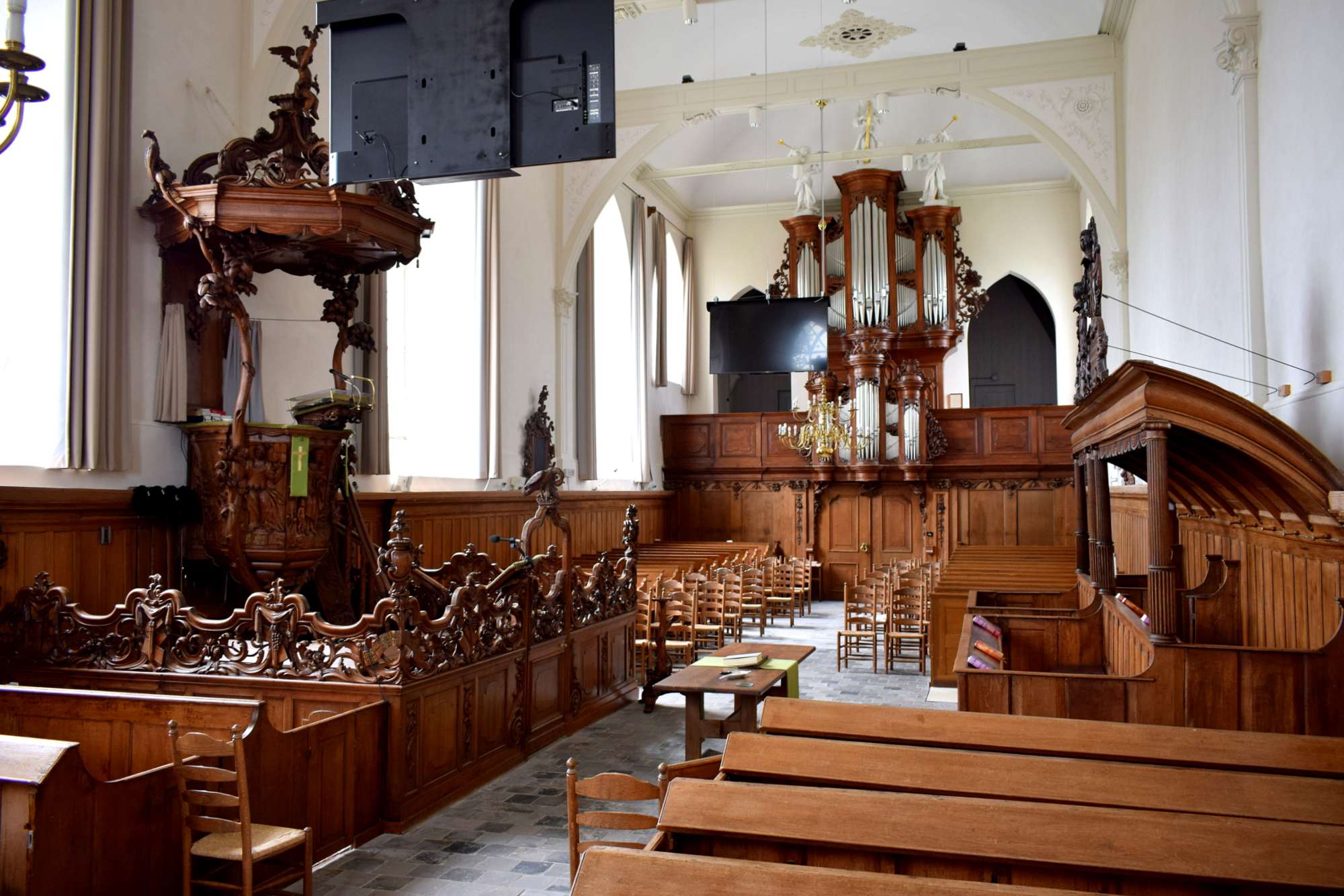
Interieur (2020)
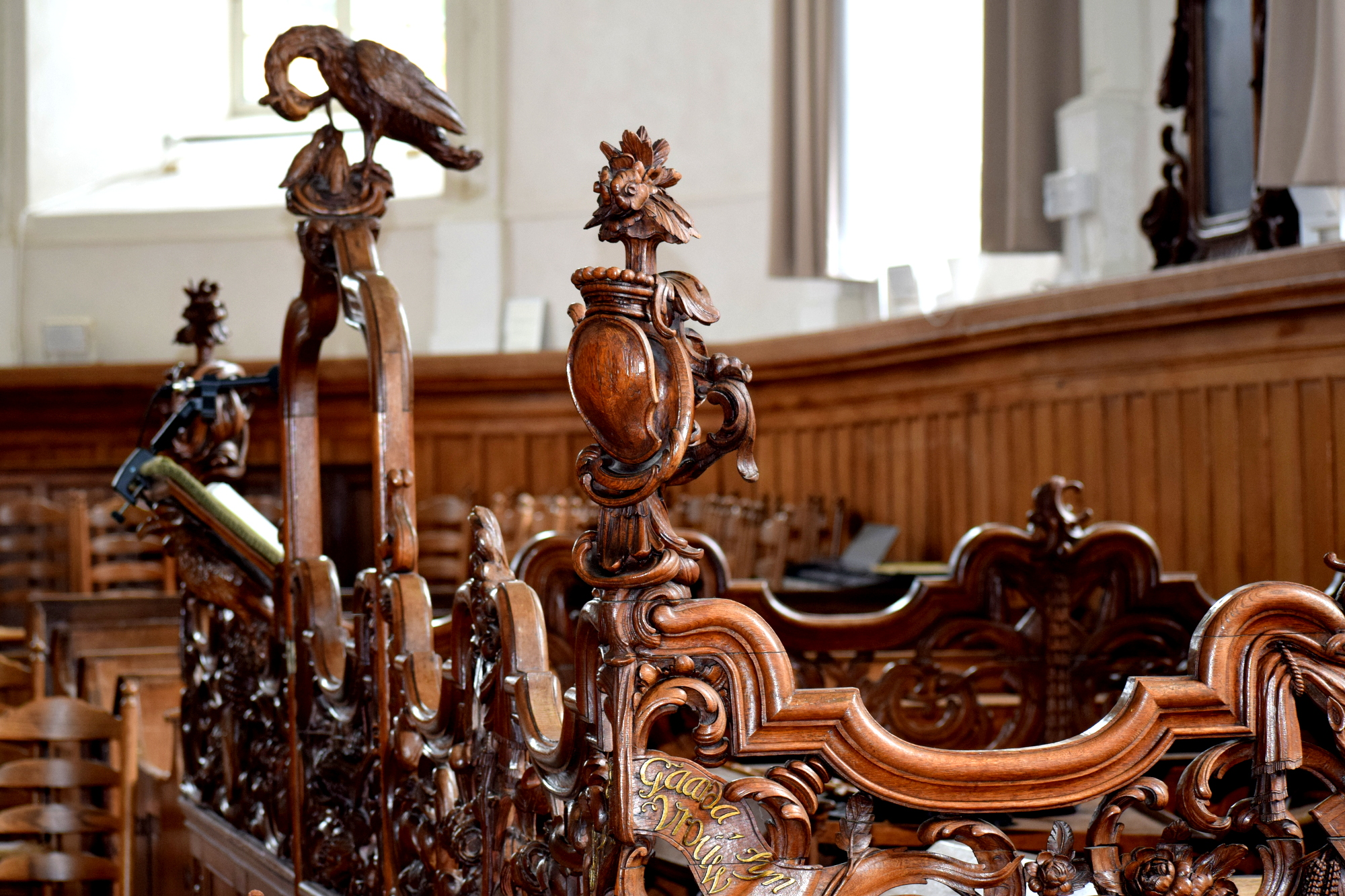
Hek dooptuin
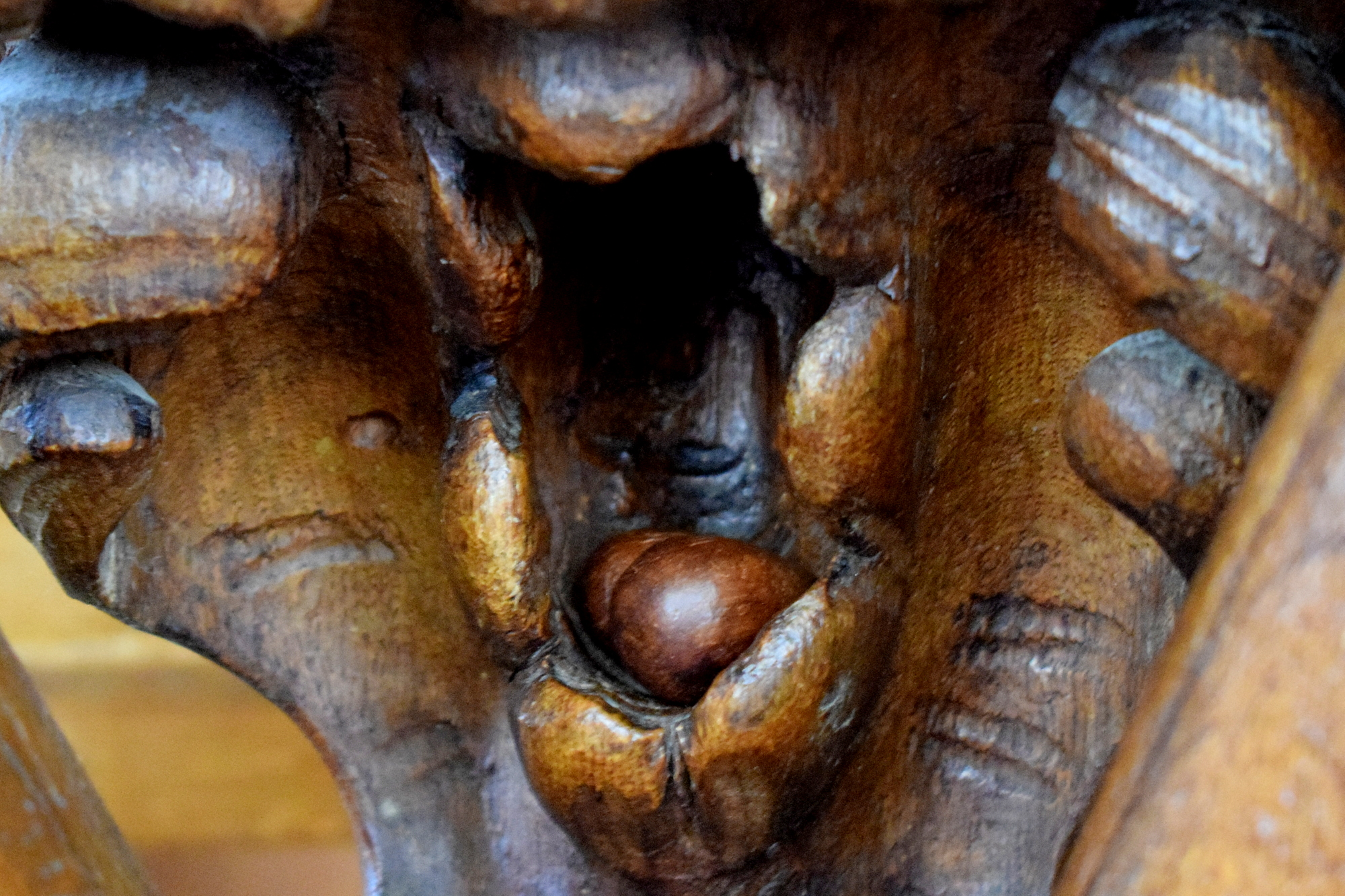
Vogelnestje in de preekstoel